# Da'Vine Joy Randolph
Da'Vine Joy Randolph (* 21. května 1986, Filadelfie, Pensylvánie) je americká herečka. Prvnímu uznání se jí dostalo za ztvárnění senzibilky v muzikálu Ghost (2012), za níž získala nominaci na cenu Tony. Kritický ohlas si vysloužila za svůj výkon truchlící matky v komediálním dramatu Zimní prázdniny (2023), za který získala mnoho ocenění, včetně Oscara a Zlatého glóbu za nejlepší herečku ve vedlejší roli. V roce 2024 byla časopisem Time zařazena na seznam 100 nejvlivnějších lidí světa.
Objevila se ve filmech The Angriest Man in Brooklyn (2014) a Pařba o Vánocích (2016) předtím, než získala chválu za role ve filmech Jmenuju se Dolemite (2019) a The United States vs. Billie Holiday (2020). Objevila se také v televizních seriálech Selfie (2014), Tohle jsme my (2016), People of Earth (2016–2017), Empire (2017–2018), Všechny moje lásky (2020) a Idol (2023). V roce 2024 obdržela nominaci na cenu Emmy za nejlepší herečku v hostující roli v komediálním seriálu za svůj výkon v mysteriózním seriálu Jen vraždy v budově (2021–dosud).

## Filmografie

### Film
| Rok           | Název                                | Role                           | Poznámky       |
| ------------- | ------------------------------------ | ------------------------------ | -------------- |
| 2013          | Georgova matka                       | Marsea                         |                |
| 2013          | The Purge: The Morning After         | De'Shondranique                | krátkometrážní |
| 2013          | A Long Walk                          | matka                          | krátkometrážní |
| 2014          | The Angriest Man in Brooklyn         | zdravotní sestra Rowan         |                |
| 2016          | The Secrets of Emily Blair           | Fran                           |                |
| 2016          | Pařba o Vánocích                     | Carla                          |                |
| 2019          | Jmenuju se Dolemite                  | Lady Reed                      |                |
| 2020          | Bambilionářka                        | Jenny                          |                |
| 2020          | Poslední směna                       | Shazz                          |                |
| 2020          | Trollové: Světové turné              | Bliss Marina / Shelia B (hlas) |                |
| 2021          | The United States vs. Billie Holiday | Roslyn                         |                |
| 2021          | Viník                                | CHP Dispatcher (hlas)          |                |
| 2022          | Ztracené město                       | Beth Hatten                    |                |
| 2022          | A Little White Lie                   | Delta Jones                    |                |
| 2022          | Kocour v botách: Poslední přání      | Mama Luna (hlas)               |                |
| 2022          | On the Come Up                       | Pooh                           |                |
| 2023          | Rustin                               | Mahalia Jackson                |                |
| 2023          | Zimní prázdniny                      | Mary Lamb                      |                |
| bude oznámeno | Shadow Force                         | bude oznámeno                  | postprodukce   |
| bude oznámeno | Bride Hard                           | bude oznámeno                  | postprodukce   |
| bude oznámeno | Eternity                             | Anna                           | postprodukce   |

### Televize
| Rok        | Název                                | Role                           | Poznámky                             |
| ---------- | ------------------------------------ | ------------------------------ | ------------------------------------ |
| 2013       | Dobrá manželka                       | Margie                         | díl: „Dokonalejší spojení“           |
| 2013       | Brenda Forever                       | Pearl                          | TV film                              |
| 2014       | See Dad Run                          | paní Rothschildová             | díl: „See Dad Become Room Mom“       |
| 2014       | Selfie                               | Charmonique Whitaker           | hlavní role                          |
| 2015       | Rodinka na kousky                    | Janice                         | díl: „Babe Secret Phone Germs“       |
| 2015–2017  | The Mr. Peabody & Sherman Show       | Christine / Abby Fisher (hlas) | hlavní role                          |
| 2016       | Tohle jsme my                        | Tanya                          | vedlejší role (1. řada)              |
| 2016–2017  | People of Earth                      | Yvonne Watson                  | hlavní role                          |
| 2017       | Viceprezident(ka)                    | Roberta Winston                | díl: „Qatar“                         |
| 2017–2018  | Empire                               | Poundcake                      | vedlejší role (4. řada)              |
| 2018       | Home: Adventures with Tip & Oh       | Crushtina (hlas)               | díl: „Like Mother, Like Pit of Fire“ |
| 2019       | On Becoming a God in Central Florida | Rhonda                         | vedlejší role                        |
| 2020       | Všechny moje lásky                   | Cherise                        | hlavní role                          |
| 2020–2022  | Madagascar: A Little Wild            | Ranger Hoof (hlas)             | vedlejší role                        |
| 2021       | Cinema Toast                         | Vivian (hlas)                  | díl: „Kiss, Marry, Kill“             |
| 2021       | Tuca & Bertie                        | Tamarind Toucan (hlas)         | 2 díly                               |
| 2021       | Ultra City Smiths                    | detektivka Gail Johnson (hlas) | hlavní role                          |
| 2021       | The Last O.G.                        | Veesy                          | hlavní role (4. řada)                |
| 2021–dosud | Jen vraždy v budově                  | detektivka Williams            | vedlejší role                        |
| 2021–2022  | Veselá tetka                         | Tina (hlas)                    | hlavní role                          |
| 2022       | Birdgirl                             | více hlasů                     | vedlejší role                        |
| 2023       | Idol                                 | Destiny                        | vedlejší role                        |